# Opona pneumatyczna

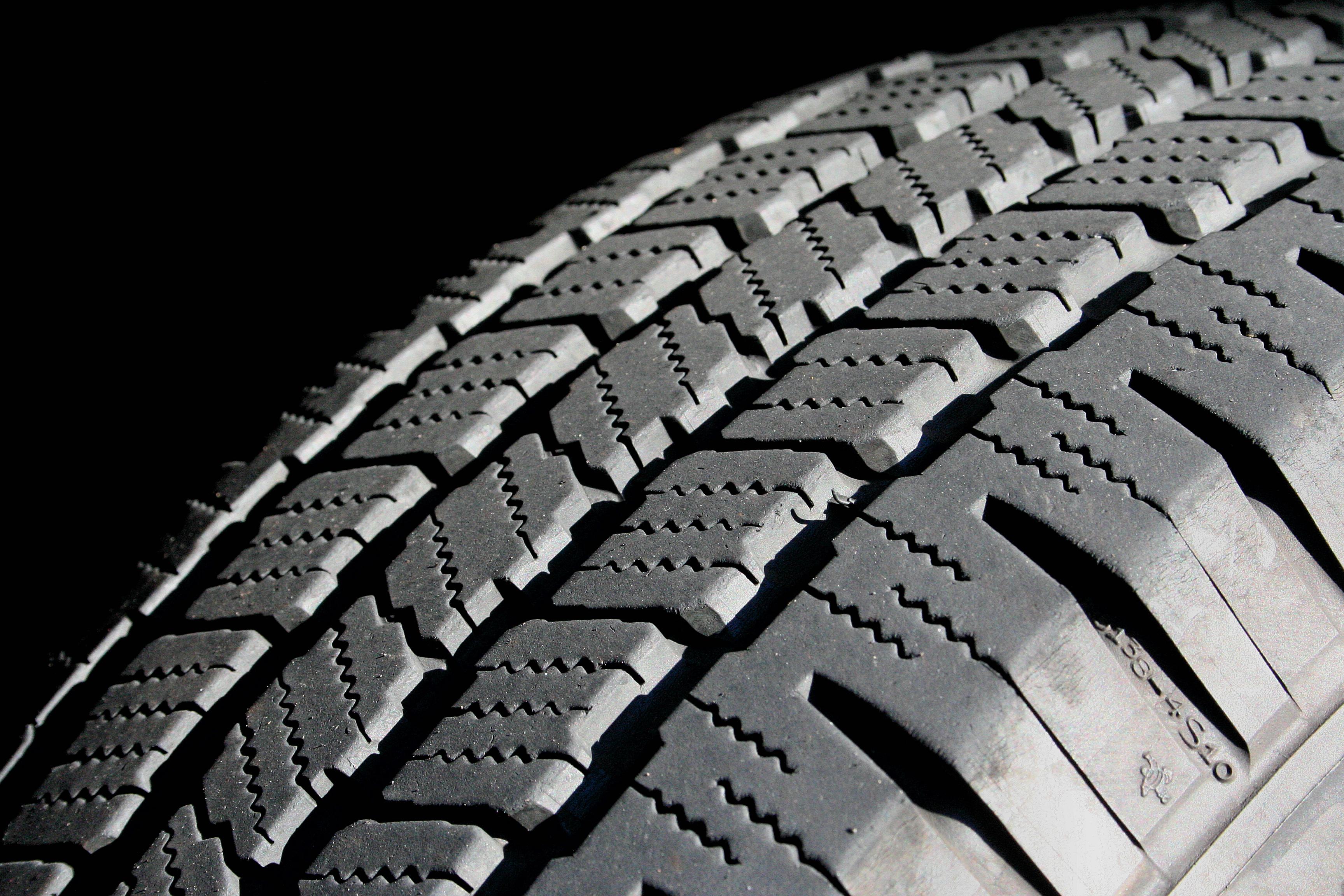
Bieżnik samochodowej opony błotno-śniegowej

Opona pneumatyczna – zewnętrzna część koła, o przekroju otwartym, wykonana z gumy, warstw gumowanych tkanin kordowych (kordów - tekstylnych i/lub stalowych) i drutu, nakładana na felgę lub obręcz i wypełniana powietrzem (lub innym gazem) pod ciśnieniem wyższym niż ciśnienie otoczenia. Jest elementem pojazdu kontaktującym się z podłożem, zapewnia przenoszenie: ciężaru pojazdu; sił napędu, hamowania i skrętu; a także wpływa na amortyzację w czasie jazdy.
Opony zapewniają optymalną przyczepność i umożliwiają kierowanie pojazdem w różnych warunkach atmosferycznych, odpowiadają za tłumienie nierówności, przekazywanie momentu obrotowego z silnika na nawierzchnię drogi oraz wytracanie prędkości.
Ogumienie pneumatyczne – ogumienie stosowane w kołach pojazdów, w którym czynnikiem sprężystym jest sprężone powietrze. Ogumienie to służy do tłumienia drgań podczas jazdy spowodowanych nierównościami drogi oraz zapewnienia odpowiedniej przyczepności kół pojazdu do nawierzchni drogi. Ogumienie jest wykonywane z gumy naturalnej lub gumy syntetycznej.
Podział ogumienia pneumatycznego:
- dętkowe – składa się z opony, ochraniacza dętki (tylko w niektórych pojazdach) i dętki,
- bezdętkowe – zbudowane jest wyłącznie z opony.

Opona w ogumieniu dętkowym stanowi ochronę dętki, a w ogumieniu bezdętkowym w połączeniu z obręczą, stanowi szczelny zbiornik powietrza. Opona bezdętkowa różni się od dętkowej tym, że jej wnętrze wyłożone jest kilkumilimetrową warstwą gumy uszczelniającej zabezpieczającej przed gwałtownym uchodzeniem powietrza w przypadku przebicia oraz tym, że stopki opony są pokryte warstwą miękkiej gumy zapewniającą dokładne uszczelnienie obręczy koła.

## Wybrane daty historii opony
- 1839 – Amerykanin Charles Goodyear wymyślił proces produkcji gumy, odkrył proces wulkanizacji kauczuku, który został opatentowany 15 lipca 1844 roku,
- 1846 – Robert William Thomson opatentował oponę pneumatyczną dętkową (wynalazł w 1845, opatentował we Francji w 1846, opatentował w USA 1847),
- 1888 – Szkot J.B. Dunlop wynalazł niezależnie oponę pneumatyczną dętkową do roweru[2],
- 1891 – Édouard Michelin wynalazł rozbieralną oponę pneumatyczną (z dętką)[2],
- 1896 – opony pneumatyczne zastosowane po raz pierwszy jako opcja w samochodzie Benz Velo[2],
- 1904 – firma Continental wprowadziła opony z bieżnikiem[2],
- 1918 – początek stosowania sadzy jako wypełniacza (czarne opony) oraz opon z kordem tekstylnym[2],
- 1922 – wynalezienie opon wysokociśnieniowych,
- 1930 – początek rozpowszechniania opon diagonalnych[2],
- 1924 – opony niskociśnieniowe,
- 1934 – wprowadzenie opon zimowych(inne języki)[2],
- 1946 – firma Michelin stworzyła opony radialne(inne języki)[3],
- 1947 – Goodrich Corporation(inne języki) zaprezentował opony bezdętkowe(inne języki),
- 2000 – firma Michelin oficjalnie zaprezentowała system PAX(inne języki), pozwalający na kontynuację jazdy z przebitą lub pozbawioną ciśnienia oponą,

## Rodzaje opon

### Podział ze względu na kształt bieżnika

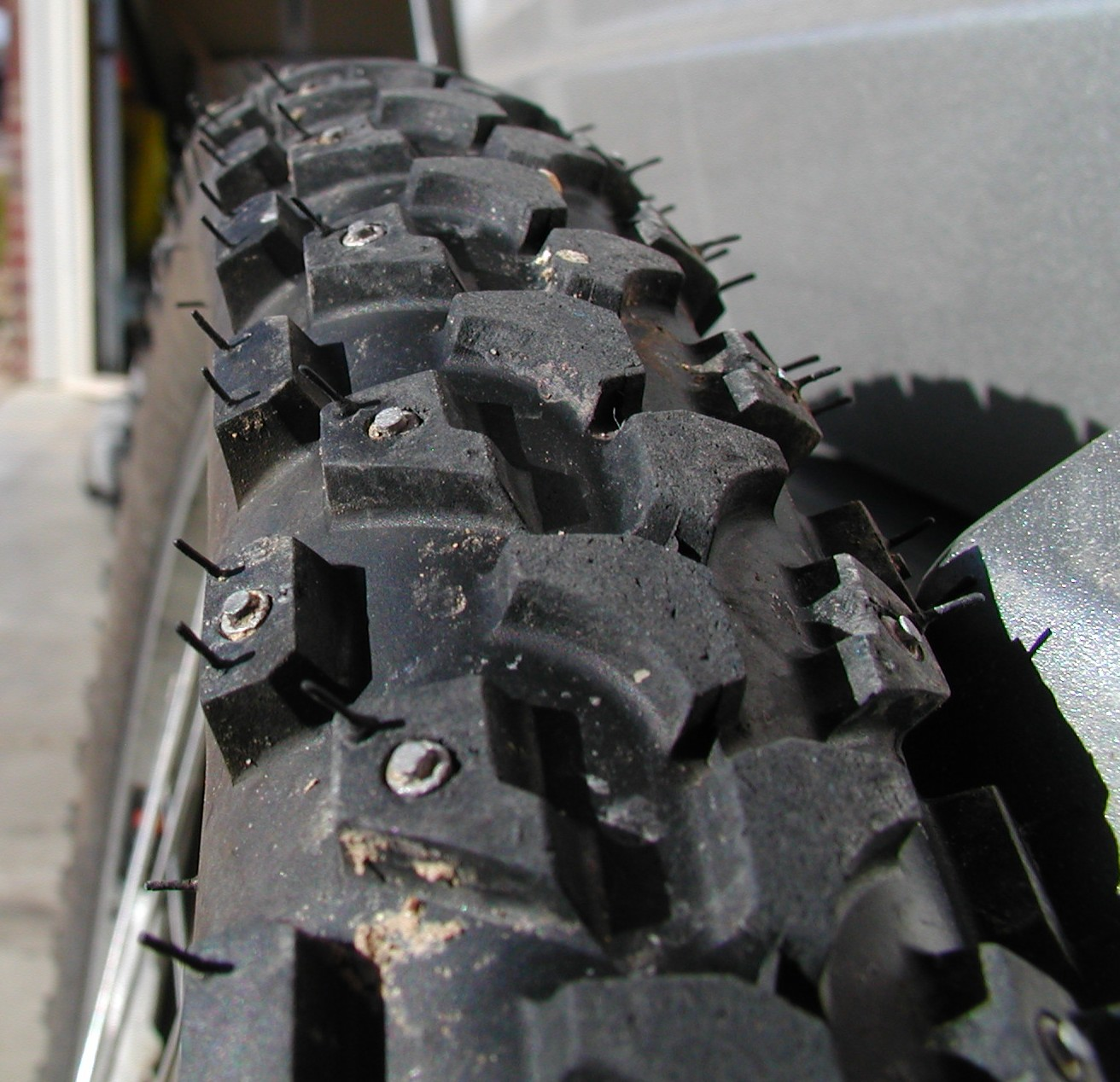
Kolcowa opona rowerowa

- slicki – opony całkowicie gładkie lub z bardzo delikatną rzeźbą bieżnika. Spośród wszystkich typów opon mają najmniejsze opory toczenia. Stosowane głównie w wyścigach samochodowych i motocyklowych, w kolarstwie torowym i szosowym na suche, gładkie nawierzchnie. Tego typu opony samochodowe i motocyklowe zawodzą na nawierzchniach mokrych, gdyż nie odprowadzają wody, co może prowadzić do aquaplanacji (hydroplaningu). Natomiast opony rowerowe, ze względu na ich małą powierzchnię styku z podłożem oraz dużo większy nacisk i relatywnie małe prędkości, nie ulegają zjawisku aquaplanacji[4], mogą więc być stosowane także na mokrych nawierzchniach.
- rowkowe – opony z układem płytkich rowków, które nie zmieniają zbyt mocno oporów toczenia[5], w niektórych warunkach zapewniają lepszą przyczepność koła niż opony typu slick[6] i ułatwiają odprowadzanie wody z powierzchni opony. Znane są modele z rowkami równoległymi do kierunku jazdy i skośnymi. Rowki skośne lepiej odprowadzają wodę, ale mają też nieco większe opory toczenia niż równoległe. Opony rowkowe są powszechnie stosowane w kolarstwie szosowym, w rowerach miejskich i ogólnego użytku.
- klockowe – opony z wydatnym bieżnikiem przypominającym nieco vibram. Są powszechnie stosowane w rowerach górskich i samochodach terenowych. Jest ich bardzo wiele odmian: od tzw. semi-slicków – mających w miarę gładką powierzchnię czołową i duże klocki na brzegach, co jest rodzajem kompromisu między oporami toczenia i przyczepnością przy jeździe w terenie o zmiennym rodzaju podłoża, po opony błotno-piaskowe – mające bardzo wydatne i dość rzadko rozmieszczone klocki, których zadaniem jest „wgryzanie się” w grząskie i mokre podłoże i które charakteryzują się bardzo dużymi oporami toczenia na bardziej twardych podłożach. W rowerach przy tym rodzaju opon często stosuje się inny bieżnik w oponie na koło przednie i tylne.

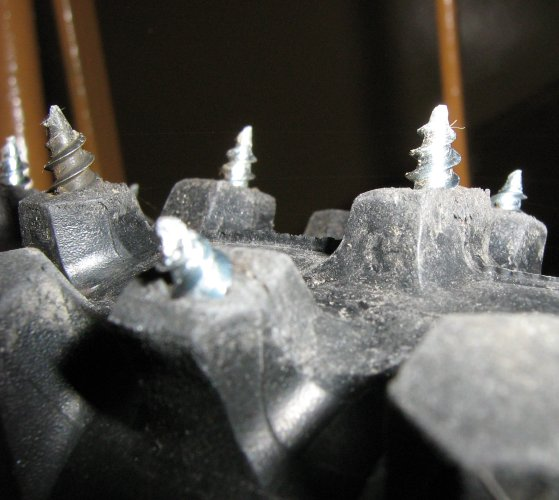
Kolcowa opona rowerowa domowej produkcji.

- kolcowe – opony z metalowymi kolcami, które służą do jazdy po śniegu i lodzie. W rowerach górskich są one też dość często stosowane do zjazdu również w sezonie letnim. Rowerzyści-majsterkowicze robią je sami z odpowiednio dobranych blachowkrętów i starych lub specjalnie kupionych opon.
- deszczowe – opony ze specjalnie dobranym wzorem bieżnika zapewniającym bardzo wydajne odprowadzanie wody spod koła i zabezpieczającym przed poślizgiem.
- błotno-śniegowe – opony wykonane zazwyczaj z bardziej miękkich gatunków gumy, zaopatrzone w specjalnie wyprofilowany bieżnik zapewniający dobrą przyczepność na śniegu i błocie pośniegowym.
- nordyckie – opony przystosowane do jazdy w bardzo zimnych warunkach (w Polsce używa się też nazwy opony lodowe). Najbardziej popularne są w Rosji i państwach skandynawskich. Opony lodowe są również powszechnie używane w Kanadzie, gdzie są to po prostu opony zimowe[7] ze względu na to, iż są przeznaczone do jazdy w temperaturach poniżej –10 °C[8] zwykle występujących zimą na większości obszaru Kanady. W stosunku do opon zimowych bieżnik posiada budowę kierunkową oraz więcej lameli, które są gęściej umiejscowione. To pozwala na lepszą trakcję na lodzie i śniegu[9].

### Podział ze względu na budowę wewnętrzną

#### Opona diagonalna
W oponie diagonalnej cała osnowa opony składa się kilku warstw tkanin ułożonych na przemian w dwóch kierunkach, pod różnym kątem, lecz zawsze mniejszym niż 90°. Liczba warstw zależy od wielkości i obciążenia, na jakie projektowano oponę. Konstrukcja ta pozwala na rezygnację z zastosowania opasania, lecz go nie wyklucza. Opona diagonalna z opasaniem nazywana jest oponą opasaną. Opony diagonalne wprowadzono w latach 30. XX wieku i do lat 60. były podstawowym typem opon samochodowych.

Zalety (w stosunku do opon radialnych):
- wyższy komfort jazdy, zwłaszcza na drogach o złej nawierzchni
- duża odporność ścianki bocznej na uszkodzenia mechaniczne

Wady (w stosunku do opon radialnych):
- mniejsza precyzja prowadzenia
- znacznie gorsze zachowanie się opony w czasie jazdy po łuku
- zwiększone zużycie paliwa

#### Opona radialna (promieniowa)
W oponie radialnej osnowa ułożona jest promieniowo (radialnie – stąd nazwa), czyli pod kątem 90°. Dla jej wzmocnienia stosuje się warstwy opasania. Takie ułożenie osnowy powoduje większą elastyczność boku opony, a warstwy opasania zapewniają usztywnienie bieżnika, co odpowiednio poprawia zachowanie się podczas jazdy po łuku i zwiększa powierzchnię styku opony z nawierzchnią. Jest to najpopularniejszy typ ogumienia samochodowego obecnie, wprowadzony pod koniec lat 40.

Zalety (w stosunku do opon diagonalnych):
- precyzyjne prowadzenie
- mniejsze zużycie paliwa

Wady (w stosunku do opon diagonalnych):
- niska odporność ścianki bocznej na uszkodzenia mechaniczne
- konieczność stosowania tulei metalowo-gumowych w zawieszeniu

#### Opona dętkowa
Opona dętkowa to opona, w której za utrzymanie odpowiedniego ciśnienia odpowiedzialna jest dętka. Oponę dętkową oznacza się TT (z ang.: Tube Type).

#### Opona bezdętkowa
Opona bezdętkowa to opona, w której za utrzymanie odpowiedniego ciśnienia odpowiedzialna jest sama opona. Szczelność pomiędzy oponą a obręczą zapewnia odpowiednio wzmocniona stopka. Oponę bezdętkową oznacza się TL (z ang.: Tube-less).

#### Opona „run-flat”
Run-flat to technologia umożliwiająca jazdę na przebitej oponie na dystansie do około 80 km z prędkością do 80 km/h. W razie znacznego zmniejszenia lub utraty ciśnienia w oponie, boki w tradycyjnej oponie ulegają znacznym odkształceniom, a jazda na oponie w takim stanie powoduje bardzo szybkie zniszczenie opony. W oponach typu run-flat boki opony są znacząco wzmocnione, co zmniejsza jej ugięcie przy braku ciśnienia, po przebiciu nadal zachowują elastyczność. Podstawową wadą tego typu opon jest mniejszy komfort jazdy i większe opory toczenia niż w tradycyjnych oponach. Niektóre z tych opon wymagają stosowania specjalnych felg i wkładek do felg. Waga opony run-flat jest zazwyczaj 2–4 kg większa niż zwykłej opony tego samego rozmiaru.
Opona XL
Opona wzmacniana. Ogumienie z konstrukcją Extra Load (XL) ma większą nośność, gdyż konstrukcja opony umożliwia stosowanie większego ciśnienia wewnątrz opony. Co kluczowe, dopuszczalne maksymalne obciążenie na koło zawsze jest związane z ciśnieniem powietrza. Ogumienie tego typu znajduje się również pod oznaczeniami, np. RF, RFD i EXL, które są rzadziej spotykane. Jedną z zalet ogumienia XL jest większa odporność na uszkodzenia mechaniczne, np. w sytuacji dynamicznego wjechania pojazdem na krawężnik.

### Podział ze względu na zalecany okres użytkowania
Opony letnie
Opony letnie, w odróżnieniu od zimowych, cechuje bieżnik z blokami o większej powierzchni oraz z niewielką liczbą lameli. Duża powierzchnia styku gumy z nawierzchnią przekłada się m.in. na lepsze prowadzenie pojazdu, a także zwiększoną stabilność podczas hamowania. Optymalna temperatura otoczenia, w której użytkuje się opony letnie, wynosi powyżej 7 °C.
Minimalna grubość bieżnika: 1,6 mm dla aut osobowych i dostawczych; 3 mm dla autobusów.
Oznaczenia homologacji: MAX LOAD – maksymalnie ciśnienie w oponie.
Opony zimowe
Przeznaczone są do jazdy w warunkach, gdy średnia temperatura otoczenia spada poniżej 7 °C. Ze względu na dużą liczbę lameli na bieżniku bardzo dobrze sprawdzają się na drogach mokrych oraz pokrytych śniegiem. Miękka mieszanka gumowa nie traci elastyczności w niskich temperaturach, co wpływa na wysoką przyczepność do nawierzchni. Wzajemne oddziaływanie kauczukowej mieszanki opony i nawierzchni drogi zmienia się wraz ze wzrostem temperatury.
Oznaczenia homologacji: 3PMSF (3 Peaks Mountain Snow Flake) – płatek śniegu na tle góry o trzech szczytach. Znak informuje o tym, że ogumienie jest przeznaczone do jazdy w trudnych, śnieżnych warunkach.
Opony całoroczne
Łączą cechy ogumienia letniego i zimowego, nazywane są także wielosezonowymi. Posiadają bieżniki zbliżone do tych stosowanych w oponach zimowych, jednak wyróżnia je mniejsza liczba rowków i lameli, a mieszanka gumowa, stosowana do ich produkcji, jest mniej elastyczna.
Oznacza się je za pomocą symbolu M+S. Opona całoroczna oznaczona symbolem 3PMSF przeszła testy potwierdzające, że posiada właściwości niezbędne do jazdy w warunkach zimowych.
M+S (Mud and Snow) – oznaczenie opony przeznaczonej do poruszania się po błocie, śniegu, jak i mokrej nawierzchni.

## Opony samochodowe

### Budowa opony

Budowa opony: 1. opasanie, 2. osnowa, 3. drut, 4. obręcz, 5. bieżnik, 6. opona, 7. stopka

Elementy typowej opony samochodowej:
Bieżnik
Bieżnik wchodzi w kontakt z nawierzchnią, przez co ma znaczący wpływ na przyczepność opony, a także skuteczność odprowadzania wody, błota i śniegu spod jej czoła. W zależności od przeznaczenia opony, bieżnik może mieć różny kształt (tzw. rzeźba bieżnika), głębokość i twardość.
Osnowa
Osnowa składa się z wielu warstw kordu, ułożonych pod różnymi kątami w zależności od rodzaju konstrukcji opony. Kord może być wykonany z poliamidu, poliestru, stali, wiskozy i włókna szklanego.
Opasanie
Jest to warstwa (lub częściej warstwy) kordu ułożona obwodowo, wykonana z możliwie jak najbardziej nierozciągliwego materiału. Jej zadaniem jest usztywnienie czoła opony i zapobiegnięcie jego deformacjom pod wpływem działających sił.
Stopka
Stopka (inaczej kołnierz) to część opony stykająca się z obręczą (inaczej zwaną też felgą). Biegnące obwodowo druty wzmacniające utrzymują oponę na feldze, natomiast odpowiednie ukształtowanie stopki zapewnia równe przyleganie opony do obręczy, a w oponach bezdętkowych także uszczelnienie. W niektórych konstrukcjach opon wzmocnienie to wykonuje się z kevlaru.

### Oznaczenia opon samochodowych

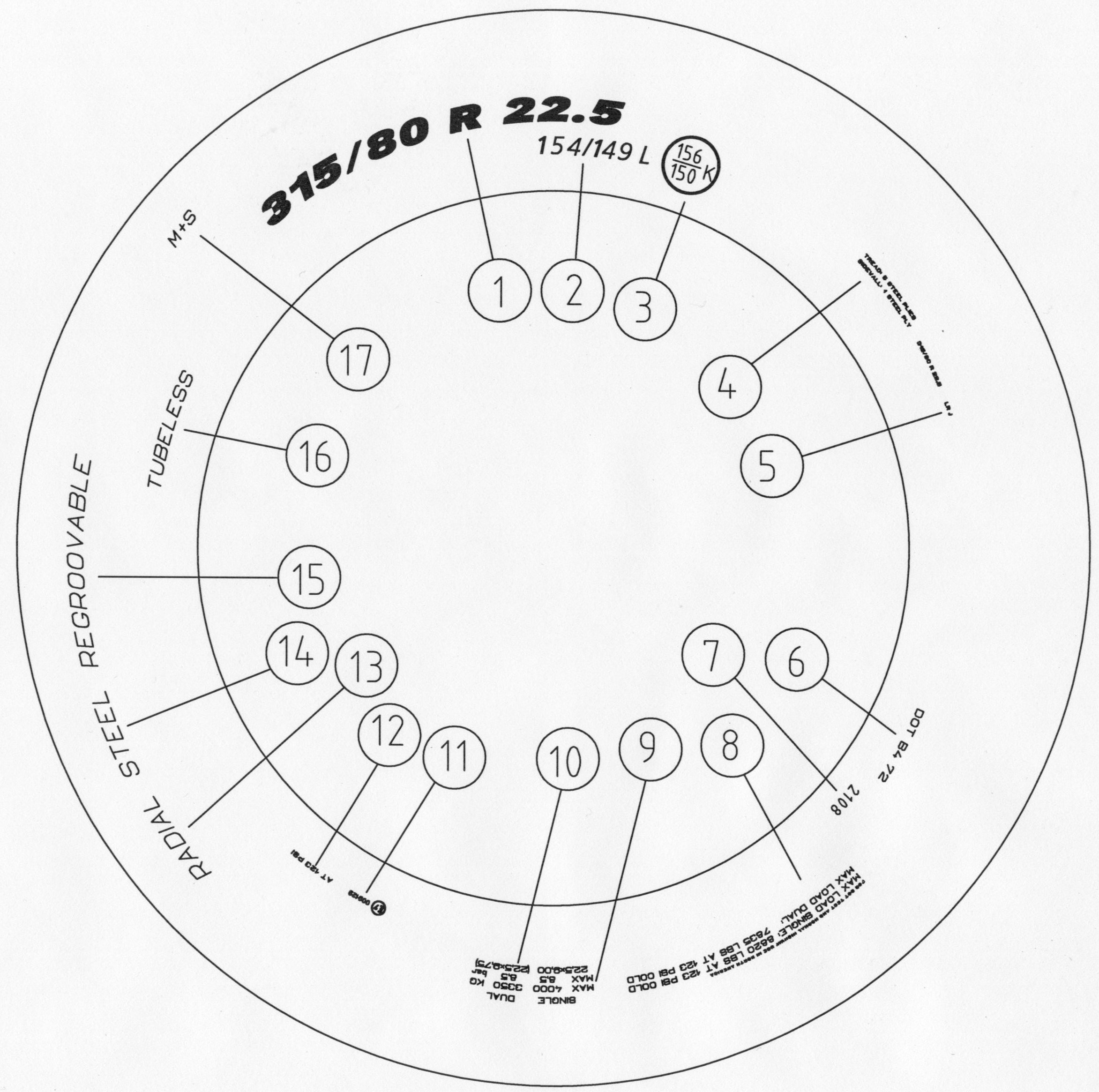
Oznaczenia opon samochodowych

Na boku opony znajduje się szereg różnych oznaczeń, które mówią o jej cechach. Do najważniejszych oznaczeń, istotnych z punktu widzenia użytkownika, można zaliczyć:
- rozmiar opony
- rodzaj opony (ze względu na przeznaczenie)
- datę produkcji

#### Rozmiar opony samochodowej
Istnieje jeden rodzaj oznaczania rozmiaru opony, przy czym jedne wymiary podawane są w milimetrach, a inne w calach.
Przykładowo oznaczenie: 175/70 R 14 84 T określa:
- 175 – szerokość opony w milimetrach,
- 70 – profil opony oznaczający, że wysokość[22] opony stanowi 70% jej szerokości, w tej oponie: ok. 123 mm,
- R – opona radialna, opony diagonalne przed średnicą obręczy mają „-”, „D” lub „B” (z opasaniem MBS),
- 14 – średnica osadzenia będąca jednocześnie średnicą obręczy, podana w calach, tutaj: ok. 356 mm,
- 84 – indeks nośności – oznacza dopuszczalne obciążenie jednej opony przy maksymalnej dopuszczalnej prędkości; częściowa tabela indeksów nośności znajduje się poniżej, tutaj: 500 kg,
- T – indeks prędkości dopuszczalnej przy maksymalnym dopuszczalnym obciążeniu; tabela kodów prędkości znajduje się poniżej, tutaj: 190 km/h[23].

Inne oznaczenie (stosowane głównie dla opon diagonalnych oraz do oznaczania opon do aut ciężarowych i ciągników) może wyglądać następująco: 6.00-16 i oznacza:
- 6.00 – szerokość opony w calach,
- 16 – średnica osadzenia podana w calach.

Brak oznaczenia profilu zazwyczaj oznacza, że opona ma standardowy profil wynoszący 80% jej szerokości. Wszystkie opony o wartości profilu niższej od 80% są uznawane za opony niskoprofilowe. W przypadku współczesnych samochodów osobowych za standardowy zwykło się przyjmować profil 70% ze względu na jego powszechność.
| Kod | prędkość [km/h] | Kod | prędkość [km/h] | Kod | prędkość [km/h] | Kod | prędkość [km/h] | Kod | prędkość [km/h] |
| A1  | 05              | E   | 070             | L   | 120             | R   | 170             | V   | 240             |
| A8  | 040             | F   | 080             | M   | 130             | S   | 180             | W   | 270             |
| B   | 050             | G   | 090             | N   | 140             | T   | 190             | Y   | 300             |
| C   | 060             | J   | 100             | P   | 150             | U   | 200             | VR  | powyżej 210     |
| D   | 065             | K   | 110             | Q   | 160             | H   | 210             | ZR  | powyżej 240     |

W dzisiejszych czasach rzadko stosuje się indeksy niższe niż P, dlatego poza indeksami prędkości, po oznaczeniu średnicy osadzenia stosuje się też inne oznaczenia, przy użyciu pierwszych liter alfabetu. I tak na przykład w oznaczeniu 185 R14 C ostatnia litera oznacza samochód dostawczy (z ang.: commercial).
| Kod | nośność [kg] | Kod | nośność [kg] | Kod | nośność [kg] | Kod | nośność [kg] | Kod | nośność [kg] | Kod | nośność [kg] |
| 19  | 077,5        | 50  | 0190         | 81  | 0462         | 112 | 01120        | 143 | 02725        | 174 | 06700        |
| 20  | 080          | 51  | 0195         | 82  | 0475         | 113 | 01150        | 144 | 02800        | 175 | 06900        |
| 21  | 082,5        | 52  | 0200         | 83  | 0487         | 114 | 01180        | 145 | 02900        | 176 | 07100        |
| 22  | 085          | 53  | 0206         | 84  | 0500         | 115 | 01215        | 146 | 03000        | 177 | 07300        |
| 23  | 087,5        | 54  | 0212         | 85  | 0515         | 116 | 01250        | 147 | 03075        | 178 | 07500        |
| 24  | 090          | 55  | 0218         | 86  | 0530         | 117 | 01285        | 148 | 03150        | 179 | 07750        |
| 25  | 092,5        | 56  | 0224         | 87  | 0545         | 118 | 01320        | 149 | 03250        | 180 | 08000        |
| 26  | 095          | 57  | 0230         | 88  | 0560         | 119 | 01360        | 150 | 03350        | 181 | 08250        |
| 27  | 097,5        | 58  | 0236         | 89  | 0580         | 120 | 01400        | 151 | 03450        | 182 | 08500        |
| 28  | 0100         | 59  | 0243         | 90  | 0600         | 121 | 01450        | 152 | 03550        | 183 | 08750        |
| 29  | 0103         | 60  | 0250         | 91  | 0615         | 122 | 01500        | 153 | 03650        | 184 | 09000        |
| 30  | 0106         | 61  | 0257         | 92  | 0630         | 123 | 01550        | 154 | 03750        | 185 | 09250        |
| 31  | 0109         | 62  | 0265         | 93  | 0650         | 124 | 01600        | 155 | 03875        | 186 | 09500        |
| 32  | 0112         | 63  | 0272         | 94  | 0670         | 125 | 01650        | 156 | 04000        | 187 | 09750        |
| 33  | 0115         | 64  | 0280         | 95  | 0690         | 126 | 01700        | 157 | 04125        | 188 | 10000        |
| 34  | 0118         | 65  | 0290         | 96  | 0710         | 127 | 01750        | 158 | 04250        | 189 | 10300        |
| 35  | 0121         | 66  | 0300         | 97  | 0730         | 128 | 01800        | 159 | 04375        | 190 | 10600        |
| 36  | 0125         | 67  | 0307         | 98  | 0750         | 129 | 01850        | 160 | 04500        | 191 | 10900        |
| 37  | 0128         | 68  | 0315         | 99  | 0775         | 130 | 01900        | 161 | 04625        | 192 | 11200        |
| 38  | 0132         | 69  | 0325         | 100 | 0800         | 131 | 01950        | 162 | 04750        | 193 | 11500        |
| 39  | 0136         | 70  | 0335         | 101 | 0825         | 132 | 02000        | 163 | 04875        | 194 | 11800        |
| 40  | 0140         | 71  | 0345         | 102 | 0850         | 133 | 02060        | 164 | 05000        | 195 | 12150        |
| 41  | 0145         | 72  | 0355         | 103 | 0875         | 134 | 02120        | 165 | 05150        | 196 | 12500        |
| 42  | 0150         | 73  | 0365         | 104 | 0900         | 135 | 02180        | 166 | 05300        | 197 | 12850        |
| 43  | 0155         | 74  | 0375         | 105 | 0925         | 136 | 02240        | 167 | 05450        | 198 | 13200        |
| 44  | 0160         | 75  | 0387         | 106 | 0950         | 137 | 02300        | 168 | 05600        | 199 | 13600        |
| 45  | 0165         | 76  | 0400         | 107 | 0975         | 138 | 02360        | 169 | 05850        | 200 | 14000        |
| 46  | 0170         | 77  | 0412         | 108 | 01000        | 139 | 02430        | 170 | 06000        | 201 | 14500        |
| 47  | 0175         | 78  | 0425         | 109 | 01030        | 140 | 02500        | 171 | 06150        | 202 | 15000        |
| 48  | 0180         | 79  | 0437         | 110 | 01060        | 141 | 02575        | 172 | 06300        | 203 | 15500        |
| 49  | 0185         | 80  | 0450         | 111 | 01090        | 142 | 02650        | 173 | 06500        | 204 | 16000        |

#### Przeznaczenie opony
Opony dzielimy na letnie i zimowe. Opony traktowane jako zimowe charakteryzują się dodatkowym oznaczeniem w postaci piktogramu trzech szczytów górskich i śnieżynki (3PMSF). Tylko takie oznaczenie determinuje, że jest to opona zimowa. Oznaczane M+S nie klasyfikuje opony jako zimowej. Różnią się one między sobą budową bieżnika (opona zimowa posiada szereg nacięć klocków bieżnika zwanych lamelami) i miękkością mieszanki gumowej. Istnieją także opony o pośrednich właściwościach zwane potocznie całorocznymi. Posiadają one odpowiednio dobraną mieszankę gumy, która zachowuje swoje właściwości w dużej rozpiętości temperatur, a do tego bieżnik, który jest w stanie zapewnić przyczepność zarówno na luźnym podłożu, jak i na wodzie.

#### Data produkcji (DOT)
Data produkcji opony składa się z czterech lub trzech cyfr, z których dwie pierwsze oznaczają tydzień roku, a dwie pozostałe rok produkcji. Jest to o tyle istotne, że przeterminowane opony nie powinny być użytkowane ze względu na bezpieczeństwo uczestników ruchu drogowego (patrz poniżej punkt nt. trwałości opon).

#### Oznaczenia dodatkowe
Producenci opon zamieszczają na oponach również informacje dotyczące ich poprawnego zamontowania na feldze. Mimo iż produkcja opon jest w obecnych czasach skomplikowanym ciągiem produkcyjnym, opony nie są pozbawione wad. Opony nie są idealnie wyważone i nie są idealnym okręgiem. Bridgestone używa następujących oznaczeń:
- Żółta kropka na brzegu profilu (według Bridgestone’a) oznacza miejsce, w którym opona jest najlżejsza. Opona powinna zostać zamontowana w ten sposób, aby najcięższe miejsce felgi (zwykle okolica wentyla) znajdowało się przy żółtej kropce. Umożliwia to minimalizację ilości ciężarków do wyważania koła.
- Czerwona kropka na brzegu profilu (według Bridgestone’a) oznacza miejsce, w którym opona ma największą wysokość profilu.

Różni producenci używają różnych oznaczeń. Kolory użyte przez Bridgestone’a u innych producentów mogą oznaczać co innego.

### Trwałość opon
Opony ulegają zużyciu w wyniku ich eksploatacji, powodującej przede wszystkim mechaniczne ścieranie się bieżnika. Przydatność i dopuszczalność użytkowania opony w tym kontekście jest zależna przede wszystkim od minimalnej dozwolonej wysokości bieżnika, określanej przez przepisy bezpieczeństwa ruchu drogowego. Ponadto, niezależnie od tego, czy opona jest eksploatowana czy wyłącznie przechowywana, następuje jej starzenie się, co jest wynikiem toczących się wewnątrz niej procesów chemicznych i fizycznych. Jednym z czynników wpływających niekorzystnie na oponę jest ozon zawarty w powietrzu. Ze względu na zjawisko starzenia się opon przyjmuje się (np. według badań firmy Michelin, a także zgodnie z normą PN-C-94300-7 „Ogumienie. Pakowanie, przechowywanie i transport”), że maksymalny okres przechowywania (pionowo i ze zmianą co 6 miesięcy punktu oparcia) opon po ich wyprodukowaniu to 3 lata. Natomiast maksymalny okres przydatności opony (zarówno do eksploatacji, jak i przechowywania) to według zaleceń firmy Michelin – 10 lat. Zbieżne opinie publikują polskie serwisy internetowe, specjalizujące się w obrocie oponami samochodowymi.

## Opony rowerowe

### Oznaczenia opon rowerowych
Oznaczenia informujące o rozmiarze opony znaleźć można na jej bocznej ściance. Obecnie rozmiary praktycznie wszystkich opon rowerowych podawane są zgodnie z europejskim standardem ETRTO (European Tire and Rim Technical Organization). Format takiego zapisu to xx-xxx, gdzie dwie pierwsze cyfry oznaczają zewnętrzną szerokość opony, a trzy pozostałe wewnętrzną średnicę opony. Wszystkie wartości w systemie ETRTO podawane są w milimetrach.
Ponieważ wielu użytkowników jest przyzwyczajonych do tradycyjnych oznaczeń calowych, rozmiar jest też podawany w calach i ma postać zapisu A x B, gdzie pierwsza grupa cyfr to zewnętrzna średnica opony, a druga grupa to zewnętrzna szerokość. Spotyka się też oznaczenia calowe w postaci A x B x C, gdzie pierwsza grupa cyfr to zewnętrza średnica opony, kolejna grupa to wysokość opony, a ostatnia grupa to jej szerokość.
Stosuje się też oznaczenia francuskie w milimetrach według formatu CCC x CCL, gdzie pierwsze trzy cyfry to zewnętrzna średnica, kolejne dwie cyfry to zewnętrzna szerokość, znajdująca się na końcu zapisu litera A, B, C lub D dotyczy średnicy wewnętrznej.
Należy zwrócić uwagę, że calowe i francuskie oznaczenia opisują przybliżone wartości dla zewnętrznej średnicy opony. Nie koresponduje to ze średnicą obręczy (felgi). Oznaczenia ETRTO podawane są bez przybliżenia dla wewnętrznej średnicy, co pomaga we właściwym dobraniu opony do obręczy.

### Opony bezdętkowe w rowerze
W rowerach górskich coraz częściej stosowane są opony bezdętkowe (ang. tubeless tire), które różnią się budową od standardowych i wymagają specjalnych obręczy. Ze względu na brak dętki masa całego zestawu może być nieco niższa. Do opon bezdętkowych wlewa się płyn uszczelniający, zwany też mleczkiem, który w razie przebicia zasklepia powstały otwór. Preparat można zarówno aplikować przez specjalny wentyl, jak i przed zamocowaniem opony wlewać bezpośrednio do jej środka.
W innych typach rowerów niż górskie zestawów bezdętkowych używa się rzadziej, jednak występują one nawet w przypadku rowerów szosowych. Przeciwskazaniem do używania kół bezdętkowych w rowerach szosowych jest konieczność stosowania ciśnienia wyższego niż w oponach do MTB. Opony bezdętkowe bowiem szybciej tracą ciśnienie niż standardowe modele. Ciaśniejsze spasowanie ogumienia tubeless z obręczą sprawia też dodatkową trudność przy wymianie opon szosowych.